# Pyrenacantha kirkii
Pyrenacantha kirkii är en tvåhjärtbladig växtart som beskrevs av Henri Ernest Baillon. Pyrenacantha kirkii ingår i släktet Pyrenacantha och familjen Icacinaceae. Inga underarter finns listade i Catalogue of Life.